# سن‌های ضارب علفی
سن‌های ضارب علفی (نام علمی: Lopodytes) نام یک سرده از تیره سن ضارب است.